# International Gold Cup 1967
L'International Gold Cup 1967 (XIV International Gold Cup), est une course de Formule 1 hors-championnat et de Formule 2 disputée sur le tracé d'Oulton Park le 16 septembre 1967.

## Grille de départ
| 1re ligne | Pos. 1                                |                                       | Pos. 2                                |                                         | Pos. 3                               |                                       | Pos. 4                             |
|           | Brabham -Repco 1 min 30 s 6           |                                       | Stewart Matra-Cosworth 1 min 31 s 6   |                                         | Rindt Brabham-Cosworth 1 min 32 s 8  |                                       | Gardner Brabham-Repco 1 min 33 s 2 |
| '2e ligne |                                       | Pos. 5                                |                                       | Pos. 6                                  |                                      | Pos. 7                                |                                    |
|           |                                       | Ickx BRM 1 min 33 s 6                 |                                       | Rees Brabham-Cosworth 1 min 33 s 8      |                                      | Schlesser Matra-Cosworth 1 min 34 s 0 |                                    |
| 3e ligne  | Pos. 8                                |                                       | Pos. 9                                |                                         | Pos. 10                              |                                       | Pos. 11                            |
|           | G. Hill Lotus-Cosworth 1 min 34 s 2   |                                       | Beltoise Matra-Cosworth 1 min 34 s 8  |                                         | Redman Lola-Cosworth 1 min 34 s 8    |                                       | Oliver Lotus-Cosworth 1 min 35 s 0 |
| 4e ligne  |                                       | Pos. 12                               |                                       | Pos. 13                                 |                                      | Pos. 14                               |                                    |
|           |                                       | Pescarolo Matra-Cosworth 1 min 35 s 4 |                                       | Rollinson McLaren-Cosworth 1 min 35 s 8 |                                      | Lambert Brabham-Cosworth 1 min 36 s 8 |                                    |
| 5e ligne  | Pos. 15                               |                                       | Pos. 16                               |                                         | Pos. 17                              |                                       | Pos. 18                            |
|           | Widdows Brabham-Cosworth 1 min 36 s 8 |                                       | Cardwell Cooper-Cosworth 1 min 38 s 0 |                                         | Stiller Cooper-Cosworth 1 min 38 s 0 |                                       | Pitt Brabham-Climax 1 min 39 s 4   |

- Sur fond rouge, les concurrents disputant la course en catégorie F2.

## Classement de la course
| Pos. | no | Pilote               | Écurie           | Tours | Temps/Abandon                  | Grille |
| ---- | -- | -------------------- | ---------------- | ----- | ------------------------------ | ------ |
| 1    | 1  | Jack Brabham         | Brabham-Repco    | 45    | 1 h 10 min 7 s 0 (171,20 km/h) | 1      |
| 2    | 11 | Jackie Stewart       | Matra-Cosworth   | 45    | + 5 s 4                        | 2      |
| 3    | 3  | Graham Hill          | Lotus-Cosworth   | 45    | + 47 s 4                       | 8      |
| 4    | 12 | Jo Schlesser         | Matra-Cosworth   | 45    | + 48 s 0                       | 7      |
| 5    | 14 | Jean-Pierre Beltoise | Matra-Cosworth   | 45    | + 1 min 00 s 6                 | 9      |
| 6    | 21 | Jochen Rindt         | Brabham-Cosworth | 45    | + 1 min 04 s 0                 | 3      |
| 7    | 22 | Alan Rees            | Brabham-Cosworth | 44    | + 1 tour                       | 6      |
| 8    | 15 | Henri Pescarolo      | Matra-Cosworth   | 44    | + 1 tour                       | 12     |
| 9    | 23 | Alan Rollinson       | McLaren-Cosworth | 43    | + 2 tours                      | 13     |
| 10   | 24 | Harry Stiller        | Cooper-Cosworth  | 42    | + 3 tours                      | 17     |
| 11   | 5  | George Pitt          | Brabham-Climax   | 42    | + 3 tours                      | 18     |
| 12   | 25 | John Cardwell        | Cooper-Cosworth  | 42    | + 3 tours                      | 16     |
| 13   | 20 | Chris Lambert        | Brabham-Cosworth | 42    | Panne d'essence                | 14     |
| Abd. | 16 | Jackie Oliver        | Lotus-Cosworth   | 28    | Boîte de vitesses              | 11     |
| Abd. | 10 | Jacky Ickx           | Matra-Cosworth   | 27    | Moteur                         | 5      |
| Abd. | 2  | Frank Gardner        | Brabham-Repco    | 9     | Allumage                       | 4      |
| Abd. | 17 | Robin Widdows        | Brabham-Cosworth | 1     | Moteur                         | 15     |
| Abd. | 19 | Brian Redman         | Lola-Cosworth    | 1     | Moteur                         | 10     |
| Np.  | 4  | Chris Irwin          | BRM              |       | Voiture indisponible           |        |
| Np.  | 6  | David Hobbs          | BRM              |       | Voiture indisponible           |        |
| Np.  | 18 | Piers Courage        | McLaren-Cosworth |       | Voiture indisponible           |        |

Légende:
- Abd.= Abandon - Np.=Non partant
- Sur fond rouge, les concurrents disputant la course en catégorie F2.

## Pole position et record du tour
- Pole position :  Jack Brabham (Brabham-Repco) en 1 min 30 s 6.
- Meilleur tour en course :  Jack Brabham (Brabham-Repco) en 1 min 31 s 6 (175,64 km/h).